# 테레사 (2010년 텔레노벨라)
《테레사》(스페인어: Teresa)는 2010년 방영된 멕시코의 텔레노벨라이다.